# Heroes of Our Time
«Heroes of Our Time» es una canción de la banda inglesa de power metal DragonForce. La canción fue lanzada como el primer sencillo de su cuarto álbum Ultra Beatdown. Fue lanzado por primera vez via web, desde la transmisión de su perfil oficial de MySpace, el 4 de julio de 2008. El 8 de julio de 2008, el video musical fue lanzado para su visualización en línea con la reducción del tiempo de 04:57. El 15 de julio de 2008 el sencillo fue lanzado para su descarga en iTunes. El 21 de agosto de 2008 se hizo disponible como descarga para jugar en Guitar Hero III: Legends of Rock junto a "Revolución Deathsquad" y "Operation Ground and Pound". El 3 de diciembre de 2008, "Heroes of Our Time", se anunció oficialmente como nominado para el premio Grammy por "Mejor Interpretación de Metal".
La canción también apareció en la banda sonora de NHL 10.
Una corta versión de la canción aparece en Skate 2 durante el juego.